# دايسوكي فوجي
دايسوكي فوجي (باليابانية: 藤井 大輔) (15 أكتوبر 1986 في إباراكي في اليابان – )؛ هو لاعب كرة قدم ياباني سابق كان يلعب كمدافع.

## وصلات خارجية
- دايسوكي فوجي على موقع رابطة كرة القدم اليابانية للمحترفين (اليابانية)
- دايسوكي فوجي على موقع قاعدة بيانات كرة القدم.إي يو (الإنجليزية)
- دايسوكي فوجي على موقع Soccerway.com (الإنجليزية)
- دايسوكي فوجي على موقع عالم كرة القدم.نت (الإنجليزية)